# Vladimir Ćorović
Vladimir Čorović (în sârbă Владимир Ћоровић; n. 15 octombrie 1885, Mostar, Federația Bosniei și Herțegovinei, Bosnia și Herțegovina – d. 12 aprilie 1941, Grecia) a fost unul dintre cei mai importanți istorici sârbi ai secolului al XX-lea, membru al Academiei Regale de Științe a Serbiei. A deținut titlul de profesor începând din 1919 și a obținut doctoratul în filozofie în 1908.

## Biografie
Fratele mai mic al scriitorului Svetozar Čorović (1875—1919), Vladimir Čorović și-a început studiile în 1904 la Universitatea din Viena, specializându-se în filologie slavă, istorie și arheologie. A fost elevul eminenților savanți Vatroslav Jagić și al lui Konstantin Josef Jireček.
În perioada studenției a activat intens în cadrul grupului studențesc sârb „Zora”, contribuind la promovarea culturii și identității naționale. În 1908 a susținut teza de doctorat despre viața și opera Lukijan Mușićki, analizând contribuția poetului sârb la dezvoltarea literaturii baroce. După obținerea titlului doctoral, s-a deplasat la München pentru cercetări în domeniile istoriei și filologiei bizantine, sub îndrumarea profesorului Karl Krumbacher. Ulterior, a locuit o perioadă în Bologna și Paris, unde a studiat manuscrisele vechi-slave.
În 1909 s-a stabilit la Sarajevo, unde a lucrat ca curator și, ulterior, ca administrator al Muzeului Național al Bosniei și Herțegovinei, marcând astfel începutul unei intense și îndelungate activități științifice.
A colaborat cu prestigioase reviste culturale sârbe, precum „Bosanska vila”, „Srpski književni glasnik” și „Letopis Matice srpske”, și a deținut funcția de secretar al societății culturale sârbe „Prosvjeta” din Sarajevo.
Din 1919 a fost profesor de istorie sârbă la Universitatea din Belgrad, iar în anii 1934—1936 a condus universitatea în calitate de rector.

## Activitate științifică
Vladimir Čorović a fost un istoric sârb de renume, autorul a peste 1000 de lucrări științifice dedicate istoriei Balcanilor, poporului sârb și Iugoslaviei, precum și relațiilor acestora cu Imperiul Bizantin. Lucrările sale includ analize critice ale documentelor medievale bizantine și sârbești, studii de istoriografie medievală și monografii variate despre mănăstirile sârbe din Bosnia și despre relațiile politice dintre Muntenegru și comunitățile musulmane din Albania.
El a fost unul dintre susținătorii de seamă ai teoriei „iugoslavismului integral”, curent care susținea unitatea culturală și politică a popoarelor sud-slave. Alături de istoricul Slobodan Jovanović, a promovat această viziune, interpretată de unii critici ca o fațadă pentru idei naționaliste „mari-sârbe”, în contextul idealului unitar popularizat în timpul Primului Război Mondial.
Printre contribuțiile sale cele mai semnificative se numără lucrarea „Istoria Iugoslaviei” (1933), singura sinteză a istoriei țării din perioada interbelică, acoperind evenimente politice de la începuturile statalității până în 1929. Čorović a structurat periodizarea istorică în jurul domniilor dinastice și ale reprezentanților acestora, o abordare criticată ulterior ca anacronică, chiar și în cadrul paradigmelor științifice burgheze ale epocii.
Deși orientarea sa ideologică a fost asociată cu „mari-sârbismul”, contribuțiile sale academice rămân valoroase datorită bogăției materialelor documentare și a diversității tematice. Printre lucrările notabile se numără:
- „Luka Vukalović” (1923), un studiu despre liderul revoluționar din Herțegovina;
- „Regele Tvrtko (I) Kotromanić” (1925), analizând domnia medievală a Bosniei;
- „Relațiile dintre Serbia și Austro-Ungaria în secolul al XX-lea” (1936), examinând diplomația serbilor în preajma Primului Război Mondial.

## Activitate politică
După asasinarea arhiducelui Franz Ferdinand la Sarajevo (atentatul de la Sarajevo), la 28 iunie 1914, Vladimir Čorović a fost arestat de autoritățile austro-ungare, acuzat de trădare. Condamnat inițial la cinci ani de închisoare, pedeapsa i-a fost majorată la opt ani de Curtea Supremă a Austro-Ungariei, datorită activității sale în cadrul societății culturale sârbe „Prosvjeta”, considerată subversivă. În 1917, sub presiune internațională, împăratul Carol I a eliberat prizonierii politici, iar Čorović a fost eliberat din închisoarea din Zenica.
La sfârșitul Primului Război Mondial s-a mutat la Zagreb, implicându-se activ în formarea Coaliției croato-sârbe și în Consiliul Național al Slovacilor, Croaților și Sârbilor, având ca scop unirea cu Regatul Serbiei. Împreună cu scriitori precum Ivo Andrić, a inițiat revista „Književni Jug” („Sudul Literar”), promovând unitatea culturală a popoarelor sud-slave.
La 1 decembrie 1918 a participat la ședința solemnă de la Belgrad care a proclamat înființarea Regatului sârbilor, croaților și slovenilor (ulterior Regatul Iugoslaviei).
În 1920 a redactat „Cartea Neagră”, un document amplu care înregistra persecuțiile și masacrele comise împotriva sârbilor din Bosnia și Herțegovina în timpul războiului.
După invazia nazistă a Iugoslaviei și Greciei (6 aprilie 1941), Čorović a părăsit țara alături de alte personalități politice, dar a murit într-un accident aviatic pe 12 aprilie 1941, când avionul său s-a prăbușit deasupra Muntelui Olimp din Grecia.

## Lucrări (selecție)
- Vojislav Ilić (1906)
- Srpske narodne pripovijetke (1909)
- Pokreti i dela (1920)
- Crna Knjiga. Patnje Srba Bosne i Hercegovine za vreme svetskog rata 1914–1918 (1920)
- Velika Srbija (1924)
- Bosna i Hercegovina (1927)
- Luka Vukalović i hercegovački ustanci od 1852–1862 (1923)
- Ujedinjenje (1928)
- Mostar i njegova srpska pravoslavna opština (1933)
- Istorija Jugoslavije (1933)
- Odnosi između Srbije i Austrougarske u XX veku (1936)
- Historija Bosne knj. I (1940)
- Istorija Srba (postum, 1989)
- Portreti iz novije srpske istorije, ed. D. T. Bataković (postum, 1990)